# عبد الناصر الحمد
عبد الناصر حسين الحمد (1958 - 22 أغسطس 2020) هو شاعر وصحفي سوري. لُقّب ب«الشاعر الفراتي» وب«شاعر النجوم»، وقد تنوعت أعماله الشعرية بين العامية والفصحى.

## مسيرته

### مولده وتعليمه
وُلد سنة 1958 في محافظة دير الزور شرقي سوريا. حصل على إجازة في الآداب والعلوم الإنسانية سنة 1983 قسم الدراسات الاجتماعية والفلسفية، ثم درجة الماجستير في التأهيل والتخصص في التراث الشعبي بجامعة دمشق سنة 1988، عن بحث بعنوان «الغناء الشعبي في محافظة دير الزور ـ المولية نموذجا».

### مناصبه
عمل الحمد معدًّا للبرامج في الفضائية التربوية السورية، وأمينًا للمكتبة المركزية للشعر العربي في الكويت. وشغل منصب سكرتير تحرير لمجلتي «بريق الدانا» و«مذهلة» في الكويت، ومدير تحرير مجلة «براعم السامي» للأطفال. كما كان عضوًا في اتحاد الكتاب العرب، واتّحاد الصحفيين وفي جمعية أدب الأطفال، وعضو في جمعية شعراء الزجل.

### أعماله

#### دواوين شعرية
- 1990: تراتيل لغيلان الدمشقي (شعر فصيح)
- 1992: يا غريبة (شعر شعبي)
- 1994: دفتر الغزل (شعر شعبي)
- 1994: ملائكة من ورق (شعر فصيح)
- 1996: دفتر الموليا (شعر شعبي)
- 2020: سحر ليلة شتوية (شعر فصيح)

#### كتب
- 2000: مختارات من الشعر الفارسي
- 2001: معجم صفات النساء
- 2002: فرسان من الصحراء

وقد غنّى عدد من المطربين السوريين والعرب شعره الشعبي: من العراق سعدون جابر (عشرين عام، كل سنة وإنت حبيبي، بيتنا المهجور)، وفؤاد سالم (طلعت شمسنا الدافية)، ومن سوريا وضّاح إسماعيل (كلّك نظر)، وفؤاد جراد (الموليا الفراتية). ومن ليبيا فتحي كحلول (طلعت شمسنا الدافية).

### جوائز
مثّل سوريا في مهرجان القصة وأدب الأطفال في أذربيجان، وقد حاز على عدد من الجوائز منها: درع مهرجان الخالدية للشعر الشعبي والنبطي في الأردن 1997، والجائزة الأولى في مهرجان البادية للشعر الشعبي في تدمر بسورية 1997، ودرع سعدي الشيرازي لنظم 69 قصيدة فارسية باللغة العربية.

## وفاته
تُوفي عبد الناصر الحمد في 22 أغسطس 2020 في مدينة جرمانا بمحافظة ريف دمشق، نتيجة إصابته بفيروس كورونا.